# Coupe de la Ligue écossaise de football
 (février 2023).
Si vous disposez d'ouvrages ou d'articles de référence ou si vous connaissez des sites web de qualité traitant du thème abordé ici, merci de compléter l'article en donnant les références utiles à sa vérifiabilité et en les liant à la section « Notes et références ».
La Coupe de la Ligue écossaise de football (Cupa Lìog na h-Alba en écossais, The Scottish League Cup en anglais) est une compétition écossaise de football à élimination directe. Moins prestigieuse que la Coupe d'Écosse, elle n'offre plus de place pour la Ligue Europa. Elle est organisée par la Scottish Professional Football League (SPFL).

## Organisation
La compétition est organisée par la SPFL et ouverte à tous ses clubs membres. Ainsi ce sont les 42 équipes des 4 premières divisions écossaises qui y participent.
Depuis la saison 2016-2017 le premier tour consiste en une phase de poules avec 8 groupes de 5 équipes (37 clubs de la SPFL plus trois autres invités en dehors de la ligue). La composition des groupes se fait suivant l'origine géographique des équipes et elles sont réparties par leur rang dans la ligue. Chaque groupe est ainsi composé d'une équipe de Premiership, une de Championship et 3 provenant des niveaux inférieurs. Les équipes de chaque poules se rencontrent une fois et un classement est établi suivant les résultats. La victoire rapporte trois point et un point en cas de match de nul. Dans ce deuxième cas une séance de tirs au but est disputée en fin de match dont le vainqueur gagne un point de bonus. Les premiers de chaque groupe et les 3 meilleurs deuxièmes sont qualifiés pour le 2e tour.
Au 2e tour on retrouve les 11 équipes qualifiées lors de la phase de poule auxquelles viennent s'ajouter les 5 équipes qualifiées pour les coupes d'Europe. Cette phase se joue par match à élimination directe jusqu'à la finale. En cas d'égalité en fin de match on dispute les prolongations et éventuellement une séance de tirs au but,.
La phase de groupe à lieu au mois de juillet. Les demi-finales sont disputées sur terrain neutre et la finale se joue généralement à Hampden Park.
| Tour             | nombre d'équipes                                                                                 | organisation                | nombre de qualifiés                           |
| ---------------- | ------------------------------------------------------------------------------------------------ | --------------------------- | --------------------------------------------- |
| Phase de groupe  | 37 équipes de league + 3 équipes de non-league                                                   | 8 groupes de 5 équipes      | 8 premiers de chaque groupe + 3 meilleurs 2nd |
| 2e tour          | 11 équipes qualifiées lors de la phase de groupe + 5 équipes qualifiées pour les coupes d'europe | match à élimination directe | 8 vainqueurs                                  |
| Quarts de finale | 8 vainqueurs du tour précédent                                                                   | match à élimination directe | 4 vainqueurs                                  |
| Demi-finale      | 4 vainqueurs du tour précédent                                                                   | match à élimination directe | 2 vainqueurs                                  |
| Finale           | 2 vainqueurs du tour précédent                                                                   | match à élimination directe | 1 vainqueur de la coupe                       |

## Palmarès
Toutes les finales ont lieu à Hampden Park, exceptées celles de 1980 et 1981 qui se déroulent à Dens Park (Dundee FC), 1994 et 1997 au Celtic Park (Celtic), ainsi que 1995 et 1998 à l'Ibrox Park (Rangers).
| Saison    | Vainqueur               | Finaliste                    | Score                    |
| --------- | ----------------------- | ---------------------------- | ------------------------ |
| 1946-1947 | Rangers (1)             | Aberdeen                     | 4-0                      |
| 1947-1948 | East Fife (1)           | Falkirk                      | 0-0 puis 1-0             |
| 1948-1949 | Rangers (2)             | Raith Rovers                 | 2-0                      |
| 1949-1950 | East Fife (2)           | Dunfermline Athletic         | 3-0                      |
| 1950-1951 | Motherwell (1)          | Hibernian                    | 3-0                      |
| 1951-1952 | Dundee (1)              | Rangers                      | 3-2                      |
| 1952-1953 | Dundee (2)              | Kilmarnock                   | 2-0                      |
| 1953-1954 | East Fife (3)           | Partick Thistle              | 3-2                      |
| 1954-1955 | Heart of Midlothian (1) | Motherwell                   | 4-2                      |
| 1955-1956 | Aberdeen (1)            | St Mirren                    | 2-0                      |
| 1956-1957 | Celtic (1)              | Partick Thistle              | 3-0                      |
| 1957-1958 | Celtic (2)              | Rangers                      | 7-1                      |
| 1958-1959 | Heart of Midlothian (2) | Partick Thistle              | 5-1                      |
| 1959-1960 | Heart of Midlothian (3) | Third Lanark                 | 2-1                      |
| 1960-1961 | Rangers (3)             | Kilmarnock                   | 5-1                      |
| 1961-1962 | Rangers (4)             | Heart of Midlothian          | 1-1 puis 3-1             |
| 1962-1963 | Heart of Midlothian (4) | Kilmarnock                   | 1-0                      |
| 1963-1964 | Rangers (5)             | Morton                       | 5-0                      |
| 1964-1965 | Rangers (6)             | Celtic                       | 2-1                      |
| 1965-1966 | Celtic (3)              | Rangers                      | 2-1                      |
| 1966-1967 | Celtic (4)              | Rangers                      | 1-0                      |
| 1967-1968 | Celtic (5)              | Dundee                       | 5-3                      |
| 1968-1969 | Celtic (6)              | Hibernian                    | 6-2                      |
| 1969-1970 | Celtic (7)              | St Johnstone                 | 1-0                      |
| 1970-1971 | Rangers (7)             | Celtic                       | 1-0                      |
| 1971-1972 | Partick Thistle (1)     | Celtic                       | 4-1                      |
| 1972-1973 | Hibernian (1)           | Celtic                       | 2-1                      |
| 1973-1974 | Dundee (3)              | Celtic                       | 1-0                      |
| 1974-1975 | Celtic (8)              | Hibernian                    | 6-3                      |
| 1975-1976 | Rangers (8)             | Celtic                       | 1-0                      |
| 1976-1977 | Aberdeen (2)            | Celtic                       | 2-1 (a.p.)               |
| 1977-1978 | Rangers (9)             | Celtic                       | 2-1 (a.p.)               |
| 1978-1979 | Rangers (10)            | Aberdeen                     | 2-1                      |
| 1979-1980 | Dundee United (1)       | Aberdeen                     | 0-0 puis 3-0             |
| 1980-1981 | Dundee United (2)       | Dundee                       | 3-0                      |
| 1981-1982 | Rangers (11)            | Dundee United                | 2-1                      |
| 1982-1983 | Celtic (9)              | Rangers                      | 2-1                      |
| 1983-1984 | Rangers (12)            | Celtic                       | 3-2 (a.p.)               |
| 1984-1985 | Rangers (13)            | Dundee United                | 1-0                      |
| 1985-1986 | Aberdeen (3)            | Hibernian                    | 3-0                      |
| 1986-1987 | Rangers (14)            | Celtic                       | 2-1                      |
| 1987-1988 | Rangers (15)            | Aberdeen                     | 3-3 ap (5-3 tab)         |
| 1988-1989 | Rangers (16)            | Aberdeen                     | 3-2                      |
| 1989-1990 | Aberdeen (4)            | Rangers                      | 2-1 (a.p.)               |
| 1990-1991 | Rangers (17)            | Celtic                       | 2-1 (a.p.)               |
| 1991-1992 | Hibernian (2)           | Dunfermline Athletic         | 2-0                      |
| 1992-1993 | Rangers (18)            | Aberdeen                     | 2-1                      |
| 1993-1994 | Rangers (19)            | Hibernian                    | 2-1                      |
| 1994-1995 | Raith Rovers (1)        | Celtic                       | 2-2 (ap) (6-5 t.a.b.)    |
| 1995-1996 | Aberdeen (5)            | Dundee                       | 2-0                      |
| 1996-1997 | Rangers (20)            | Heart of Midlothian          | 4-3                      |
| 1997-1998 | Celtic (10)             | Dundee United                | 3-0                      |
| 1998-1999 | Rangers (21)            | St Johnstone                 | 2-0                      |
| 1999-2000 | Celtic (11)             | Aberdeen                     | 2-0                      |
| 2000-2001 | Celtic (12)             | Kilmarnock                   | 3-0                      |
| 2001-2002 | Rangers (22)            | Ayr United                   | 4-0                      |
| 2002-2003 | Rangers (23)            | Celtic                       | 2-1                      |
| 2003-2004 | Livingston (1)          | Hibernian                    | 2-0                      |
| 2004-2005 | Rangers (24)            | Motherwell                   | 5-1                      |
| 2005-2006 | Celtic (13)             | Dunfermline Athletic         | 3-0                      |
| 2006-2007 | Hibernian (3)           | Kilmarnock                   | 5-1                      |
| 2007-2008 | Rangers (25)            | Dundee United                | 2-2 (a.p.) (3-2, t.a.b.) |
| 2008-2009 | Celtic (14)             | Rangers                      | 2-0 (a.p.)               |
| 2009-2010 | Rangers (26)            | St Mirren                    | 1-0                      |
| 2010-2011 | Rangers (27)            | Celtic                       | 2-1 (a.p.)               |
| 2011-2012 | Kilmarnock (1)          | Celtic                       | 1-0                      |
| 2012-2013 | St Mirren (1)           | Heart of Midlothian          | 3-2                      |
| 2013-2014 | Aberdeen (6)            | Inverness Caledonian Thistle | 0-0 (a.p.) (4-2, t.a.b.) |
| 2014-2015 | Celtic (15)             | Dundee United                | 2-0                      |
| 2015-2016 | Ross County (1)         | Hibernian                    | 2-1                      |
| 2016-2017 | Celtic (16)             | Aberdeen                     | 3-0                      |
| 2017-2018 | Celtic (17)             | Motherwell                   | 2-0                      |
| 2018-2019 | Celtic (18)             | Aberdeen                     | 1-0                      |
| 2019-2020 | Celtic (19)             | Rangers                      | 1-0                      |
| 2020-2021 | St Johnstone (1)        | Livingston                   | 1-0                      |
| 2021-2022 | Celtic (20)             | Hibernian                    | 2-1                      |
| 2022-2023 | Celtic (21)             | Rangers                      | 2-1                      |
| 2023-2024 | Rangers (28)            | Aberdeen                     | 1-0                      |
| 2024-2025 | Celtic (22)             | Rangers                      | 3-3 (a.p.) (4-3, t.a.b.) |

## Différents noms de la compétition
Pour répondre à des impératifs de sponsoring, la compétition connait depuis 1979 différents noms : 
- Bell's League Cup (1979-1981)
- Skol Cup (1984-1993)
- Coca-Cola Cup (1994-1997)
- CIS Insurance Cup[6],[7] (1999-2008)
- Co-operative Insurance Cup (2008-2011)
- Scottish Communities League Cup[8],[9] (2011-2013)
- QTS Scottish League Cup[10] (2015)
- Utilita Scottish League Cup (2015-2016)
- Betfred Cup[11] (2016- 2021)
- Premier Sports Cup[12],[13],[14] (2021-2022)
- Viaplay Cup[14] (2022-)

## Bilan
| Rang | Club                         | Vainqueur | Finaliste |
| ---- | ---------------------------- | --------- | --------- |
| 1    | Rangers                      | 28        | 10        |
| 2    | Celtic                       | 22        | 15        |
| 3    | Aberdeen                     | 6         | 10        |
| 4    | Heart of Midlothian          | 4         | 3         |
| 5    | Hibernian                    | 3         | 8         |
| 6    | Dundee                       | 3         | 3         |
| 7    | East Fife                    | 3         | 0         |
| 8    | Dundee United                | 2         | 5         |
| 9    | Kilmarnock                   | 1         | 5         |
| 10   | Partick Thistle              | 1         | 3         |
| 11   | St Johnstone                 | 1         | 2         |
|      | Motherwell                   | 1         | 2         |
|      | St Mirren                    | 1         | 2         |
| 14   | Livingston                   | 1         | 1         |
|      | Raith Rovers                 | 1         | 1         |
| 15   | Ross County                  | 1         | 0         |
| 16   | Dunfermline Athletic         | 0         | 3         |
| 18   | Falkirk                      | 0         | 1         |
|      | Third Lanark                 | 0         | 1         |
|      | Morton                       | 0         | 1         |
|      | Ayr United                   | 0         | 1         |
|      | Inverness Caledonian Thistle | 0         | 1         |